# The Go Getter
The Go Getter é um filme de romance estadunidense de 1937 dirigido por Busby Berkeley e estrelado por George Brent, Anita Louise e Charles Winninger. Baseado em um conto de mesmo nome de Peter B. Kyne, o filme foi lançado pela Warner Bros. Pictures.

## Elenco
- George Brent como Bill Austin
- Anita Louise como Margaret Ricks
- Charles Winninger como Cappy Ricks
- John Eldredge como Lloyd Skinner
- Henry O'Neill como Comandante Tisdale
- Joseph Crehan como Karl Stone
- Gordon Oliver como Luce
- Eddie Acuff como Bob Blair
- Willard Robertson como Matt Peasely
- Pierre Watkin como Browne
- Herbert Rawlinson como Lester
- Helen Lowell como Sra. Luce
- Harry Beresford como M. M. Barker
- Mary Treen como Sra. Blair

## Recepção
Ann Ross escreveu em uma breve crítica na revista Maclean's que "o desempenho enérgico de Charles Winninger como Cappy mantém as coisas em movimento".